# Slaget ved Princeton
Slaget ved Princeton var et slag i den amerikanske uafhængighedskrig, som blev udkæmpet nær Princeton, New Jersey, den 3. januar 1777.

## Optakten
Efter en overraskende sejr i slaget ved Trenton tidligt om morgenen den 26. december 1776 forventede general George Washington og hans krigsråd i den kontinentale hær et tungt, britisk modangreb. Washington og hans råd bestemte sig for at møde dette angreb i Trenton. 30. december krydsede han over Delaware–floden ind i New Jersey igen, samlede sine styrker på et højereliggende område syd for Trenton, på den anden side af en lille flod, som løb gennem centrum kaldt Assunpink Creek. 
Generalløjtnant Charles Cornwallis efterlod 1400 britiske soldater under oberstløjtnant Charles Mawhood i Princeton, da han rykkede frem mod Trenton. 2. januar 1777 endte den daglange march, da den større britiske hær mødte Washingtons hær. Det lykkes små grupper af amerikanske soldater at forsinke Cornwallis' fremrykning fra Princeton til Trenton, men de britiske styrker ankom i fuld styrke sent på eftermiddagen. Hærene stod ovenfor hinanden på 200 meters afstand, kun med den lille flod og broen mellem sig. 
Cornwallis beordrede angreb. Washingtons side åbnede ild med rifler og kanoner, og briterne led tunge tab efter intense kampe. Amerikanerne holdt broen, mørket faldt på, og Cornwallis trak sig tilbage. Hundredvis af britiske soldater trak sig tilbage fra broen, og det andet slag ved Trenton var ovre. Den nat satte Washingtons hær lejrbål op, før de stille trak sig ud efter midnat, mens Cornwallis sov uden at ane uråd. Cornwallis satte ikke nok spejdere ud til at opdage bevægelserne hos Washingtons hær. 

## Slaget
I løbet af natten marcherede hæren mod Princeton, til de nåede Quaker Bridge over Stony Brook, cirka 10 km syd for byen. Broen var ikke stærk nok til at tåle vægten af hærens kanoner og ammunitionsvogne, derfor blev en anden bro hurtigt bygget. Mens dette foregik, omfordelte Washington sin hær og delte den i to dele, den mindre venstre flanke under general Nathan Greene og den større højre flanke under general John Sullivan. Washington havde tænkt sig at angribe Princeton før daggry, men solen stod op, før det skete.
Greenes opgave var at rykke frem til hovedvejen mellem Princeton og Trenton for at stoppe trafikken og ødelægge broen over Stony Brook. Sullivans afdeling, hovedangrebsstyrken, bevægede sig mod bagsiden af Princeton College. Amerikanerne vidste at briterne havde stationeret poster på vejene mod nord, øst og vest, men en forladt vej gik ind i byen fra vest, som Sullivan tog.
Før Greenes afdeling nåede vejen, mødte den en kolonne af britiske soldater under oberstløjtnant Charles Mawhood. Briterne havde marcheret fra Princeton til Trenton, men da de så amerikanernes fremrykning, vendte de. De to afdelinger mødtes i på et område og udkæmpede en blodig træfning. Da Mawhood beordrede et angreb med bajonetter, begyndte Greenes bedste styrker, ledet af generalen Hugh Mercer fra Virginia, at trække sig tilbage i forvirring. General Mercer blev såret, men nægtede at overgive sig. Da han forsøgte at angribe fjenden med sit sværd, blev han stukket med bajonet, så briterne troede, han var død. Han døde først ni dage senere. Oberst John Haslet fra Delaware erstattede general Mercer, men blev skudt i hovedet.
Med sine ledere døde og døende begyndte Mercers brigade at bryde sammen og løb tilbage til resten af Greenes afdeling, som ankom for at støtte dem. De blev ledet af general John Cadwalader og havde artilleristøtte med sig.
I dette øjeblik dukkede George Washington op på slagmarken og samlede sine mænd. Han red på en hvid hest og ledede sine styrker direkte ind i kampen, bare nogle meter fra de britiske linjer. Under tung beskydning brød de britiske linjer sammen og trak sig tilbage med Washington efter sig i forfølgelse.
Mens Greenes afdeling kæmpede i området, begyndte Sullivans afdeling at angribe de britiske styrker i Princeton. Briterne havde forberedt et antal defensive positioner, og da hver af dem var taget eller omringet på flankerne af amerikanerne, trak styrkerne sig tilbage til et andet fæstningsværk. Men efter en kort kamp blev de britiske soldater omringet. De kunne ikke længere gøre modstand og trak sig tilbage eller overgav sig.

## Efterspil
I Trenton vågnede Cornwallis og hans mænd til lyden af kanonskud, som kom bag deres position. Cornwallis og hans hær skyndte sig tilbage til Princeton, men Washingtons bagtrop var klar til at ødelægge broen over Stony Brook, og amerikanske snigskytter forsinkede Cornwallis' hær. Den udmattede, amerikanske hær slap væk og marcherede til Somerset Court House (nu Millstone), hvor de tilbragte natten. Da hovedstyrken til slut ankom til Princeton senere på dagen, blev de ikke dér, men fortsatte hurtigt mod New Brunswick.
Efter slaget ved Princeton opgav Cornwallis mange af sine poster i New Jersey og beordrede, at hæren skulle trække sig tilbage til New Brunswick. Sejren ved Princeston styrkede den kontinentale hærs moral. 8000 nye rekrutter tilsluttede sig hæren. 
Slagmarken ligger syd for Princeton og er nu Princeton Battlefield State Park.